# Yorgan Agblemagnon
Yorgan Agblemagnon est un footballeur international togolais né le 9 juillet 1999 à Vierzon en France. Il évolue au poste de gardien de but à la SD Ponferradina.

## Biographie

### Famille
Son père, Guy Agblemagnon, est un footballeur international togolais, sa sœur Gloria Agblemagnon est une athlète handisport française tandis que son autre sœur Brenda est internationale française U20 de basket-ball ; son frère Jordan est également footballeur.

### En équipe nationale
Il joue son premier match en équipe du Togo le 24 mars 2017, en amical contre la Libye (score : 0-0).